# Державний кордон Туреччини

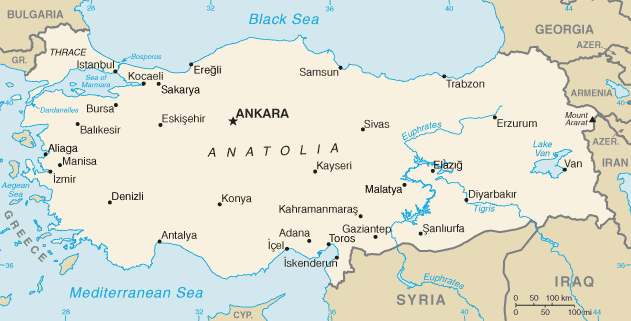
Карта Туреччини

Державний кордон Туреччини — державний кордон, лінія на поверхні Землі та вертикальна поверхня, що проходить по цій лінії, що визначають межі державного суверенітету Туреччини над власними територією, водами, природними ресурсами в них і повітряним простором над ними.

## Сухопутний кордон
Загальна довжина кордону — 2816 км. Туреччина межує з 8 державами. Уся територія країни суцільна, тобто анклавів чи ексклавів не існує.
Ділянки державного кордону
| Держава     | Ділянка         | Довжина (км) | Прикордонні регіони | Примітки |
| ----------- | --------------- | ------------ | ------------------- | -------- |
| Вірменія    | схід            | 311          |                     |          |
| Азербайджан | схід            | 17           |                     |          |
| Болгарія    | північний захід | 223          |                     |          |
| Грузія      | північний схід  | 273          |                     |          |
| Греція      | північний захід | 192          |                     |          |
| Іран        | схід            | 534          |                     |          |
| Ірак        | південний схід  | 367          |                     |          |
| Сирія       | південь         | 899          |                     |          |

## Морські кордони
Туреччина на півночі омивається водами Чорного, на заході — Мармурового і Егейського, на півдні Середземного морів Атлантичного океану. Загальна довжина морського узбережжя 7200 км. Згідно з Конвенцією Організації Об'єднаних Націй з морського права (UNCLOS) 1982 року, протяжність територіальних вод країни встановлено в 6 морських миль в Егейському морі і 12 морських миль в Чорному і Середземному. Виключна економічна зона встановлена лише в Чорному морі в узгодженні з морськими кордонами колишнього Радянського Союзу.